# Corland
Corland (né le 28 mai 1989, mort en mai 2017) est un cheval de saut d'obstacles du stud-book Holsteiner, monté par le cavalier néerlandais Wout Jan van der Schans. Ce fils de Cor de la Bryère et d'une jument par Landgraf I est devenu étalon reproducteur à son tour, père notamment de la jument Silvana.

## Histoire
Il naît le 28 mai 1989 à l'élevage du Pr et Dr Hartwig Schmidt, en Allemagne. Il est vendu au haras Van de Lageweg aux Pays-Bas.
Avec son cavalier Wout Jan van der Schans, il devient un grand gagnant international en saut d'obstacles, jusqu'en 2002. Le couple fait forte impression aux championnats d'Europe de saut d'obstacles 2001 à Arnhem, bouclant le parcours le plus rapide de la compétition.
Il meurt en mai 2017, à l'âge avancé de 28 ans.

## Description
Corland est un étalon de robe grise, inscrit au stud-book du Holsteiner d'après la majorité des sources, ; cependant la base de données de la FEI l'enregistre comme un KWPN. Il toise 1,67 m.

## Palmarès
- 9e individuel aux championnats d'Europe de saut d'obstacles 2001, à Arnhem[4]

## Origines
Corland est un fils de l'étalon Selle français Cor de la Bryère, et de la jument Holsteiner Thyna, par Landgraf I. Il provient de la lignée 104A du Holsteiner,,.

## Descendance
Corland est le père de Silvana, Bacardi, California, Apardi, VDL Tornando, et Fardon. En 2018, la WBFSH le place au 61e rang des meilleurs pères de chevaux d'obstacle. Il est approuvé à la reproduction dans de nombreux stud-books, dont Bavarois, Hanovrien, Holsteiner (son stud-book de naissance), KWPN, Rhénan, Selle français et sBs.